# Браво, Альбер Лоліш!
«Браво, Альбер Лоліш!» (груз. «ბრავო, ალბერ ლოლიშ!») — радянський художній фільм 1987 року, драма, знятий на кіностудії «Грузія-фільм». Зняв Фільм зняв режисер Мераб Тавадзе за сценарієм, написаним Леваном Челідзе.

## Сюжет
Алік Лолішвілі, що живе в старому Тифлісі дуже цікава людина, він захоплюється всілякими технічними новинками і є невтомним борцем за технічний прогрес. Він представляється Альбером Лолішем і рекламує в місті велосипеди, а потім разом з донькою місцевого міського багатія Бетті Зандукелі відкриває контору з прокату цієї новинки. Спершу мешканці думають, що Альбер Лоліш — багатий і успішний французький бізнесмен, який приїхав до провінційної Грузії, а також коханець Бетті, яка зачарована таким денді. Але справа з велосипедами зазнала краху, і жителі розуміють, що Альбер справжній авантюрист. Через деякий час Альбер Лоліш знову з'являється в місті, на цей раз він приїжджає на новенькому автомобілі й продає акції свого автосалону, який тільки що відкрився. Але і ця справа йому не вдається. Тоді Альбер Лоліш починає будувати аероплан. Чим ближче Альбер підходить до досягнення своєї мети технічного прогресу, тим більше у нього ставало заздрісників і ворогів.

## У ролях
- Зураб Кіпшидзе — Альбер Лоліш
- Нінель Чанкветадзе — Бетті Зандукелі
- Едішер Магалашвілі — Степане Зандукелі, батько Бетті, міський багатій
- Гія Бурджанадзе — Алексі, секретар Степане Зандукелі
- Ніно Сухішвілі — Лізіко
- Дато Бахтадзе — Паата Тархнішвілі
- Гурам Чхартішвілі — Котіко
- Заза Колелішвілі — Сандро, помічник Лоліша
- Варлам Ніколадзе — Варлам Інцквекрелі, журналіст
- Гія Бадрідзе — князь Андронікашвілі
- Елене Кіпшидзе — мати
- Заза Мікашавідзе — інженер
- Гія Дзнеладзе — адвокат
- Ніка Дгебуадзе — студент
- Гогі Схіртладзе — вчений

## Знімальна група
- Режисер — Мераб Тавадзе
- Сценарист — Леван Челідзе
- Оператори — Юрій Кікабідзе, Гія Кусрашвілі
- Композитор — Гіві Гачечиладзе[en]
- Художник — Джемал Мірзашвілі